# Lumiconger arafura
Lumiconger arafura är en fiskart som beskrevs av Castle och Paxton, 1984. Lumiconger arafura ingår i släktet Lumiconger och familjen havsålar. Inga underarter finns listade i Catalogue of Life.